# Bruto opbrengst uit ondernemersarbeid
De bruto opbrengst uit ondernemersarbeid is een grootheid die uit de resultatenrekeningen van een onderneming kan worden afgeleid, en die gebruikt wordt bij bedrijfseconomische analyses om de bijdrage van een ondernemer aan de bedrijfsresultaten te beoordelen. In de praktijk wordt deze analysemethode toegepast om de gevolgen van (gedeeltelijke) arbeidsongeschiktheid van de ondernemer voor diens verdiencapaciteit in kaart te brengen. Grondlegger van deze analysemethode is de econoom drs. M.J. van der Eijk.
De bruto opbrengst uit ondernemersarbeid (soms ook aangeduid als de economische waarde van ondernemersarbeid) wordt berekend door op de bruto winst van de onderneming (omzet minus inkoopkosten) de kosten voor arbeidskrachten in mindering te brengen. De bruto opbrengst uit ondernemersarbeid geeft door deze definitie weer welke waarde de ondernemer met zijn arbeid toevoegt aan de ingekochte arbeid en goederen. Een ondernemer voegt deze waarde toe door drie groepen van ondernemersactiviteiten: commerciële activiteiten, organiserende activiteiten en een bijdrage aan het uitvoerende werk binnen de onderneming.
De commerciële activiteiten zijn gericht op de ontwikkeling van de bruto winst. Daarbij kunnen de activiteiten gericht zijn op kwalitatieve groei, waarbij een hoge bruto winstmarge tussen de inkoopprijs en de verkoopprijs wordt nagestreefd en/of op kwantitatieve groei, waarbij de afzet wordt vergroot. Dit onderscheid is in de analyse van de gevolgen van arbeidsongeschiktheid doorgaans van belang. De medisch en arbeidsdeskundig vast te stellen beperkingen van de ondernemer door zijn arbeidsongeschiktheid, kunnen voor de kwalitatieve of kwantitatieve ondernemersactiviteiten van verschillende betekenis zijn.
De organiserende activiteiten van de ondernemer zijn gericht op de ontwikkeling van de arbeidsproductiviteit van het personeel. Daarbij beoordeelt de bedrijfseconimsche analyse met name de samenhang tussen de bruto winst per werkzame persoon in de onderneming en de arbeidskosten per werknemer. 
Met zijn bijdrage aan het uitvoerende werk in de onderneming voegt de ondernemer een bijdrage toe aan het resultaat die gelijk is aan de personeelskosten die hij bespaart door dit werk zelf te verrichten.
Door de ontwikkeling van de bruto opbrengst uit ondernemersarbeid in een reeks achtereenvolgende jaren te volgen, wordt inzicht verkregen in de effectiviteit waarmee de ondernemer de drie bovengenoemde groepen van ondernemersactiviteiten weet in te zetten. 
Om tot een zuivere beoordeling van de bruto opbrengst uit ondernemersarbeid te kunnen komen, is het van belang dat de personeelskosten alleen betrekking hebben op de kosten van extern aangetrokken arbeidskracht. Waar bij een directeur groot aandeelhouder sprake is van een beloning voor de ondernemer zelf, die onderdeel uitmaakt van de personeelskosten, dient een herschikking van de cijfers te worden doorgevoerd. De beloningscomponenten van de ondernemer dient men dan te elimineren uit de personeelskosten, om zo de bruto opbrengst uit ondernemersarbeid zuiver te bepalen.